# Tájékozódási túraverseny
A természetjárók, túrázók versenye a gyalogos természetjáró tájékozódási túraverseny. Ez olyan verseny, amely a természetjárás keretein belül lehetőséget ad tájékozódási képességünk fejlesztésére, a fizikai kondíciónk javítására, továbbá arra, hogy a résztvevők versenyszerűen összemérjék szellemi-fizikai felkészültségüket a szabad természetben történő tájékozódásban.

## A versenyforma
A tájékozódási túraverseny egyéni- és csapatos formája ismert. A csapatversenyen 2 vagy több főből álló csapatok indulhatnak. A verseny távja és szintkülönbségei alapján, valamint a feladatok teljesítésére szánt idő alapján az előírt menetidő korcsoportonként változik. A tájékozódási túraverseny lehet nappali vagy éjszakai verseny. Nehézség alapján több kategóriát lehet megkülönböztetni: 'A' kategória= felsőfokú pálya, 'B' kategória= középfokú/haladó pálya, 'C' kategória= kezdő pálya.
A tájékozódási túraversenyeket a tájfutó versenyen is használt tájfutó térképeket használva rendezik meg. Az alapvető versenyfeladat is azonos a tájfutáséval: ismeretlen terepen térkép alapján kell adott sorrendben megkeresni a kijelölt pontokat. Az alapvető különbség a tájfutó és a tájékozódási túraversenyek között, hogy míg tájfutásban az a győztes, aki a leggyorsabban teljesíti a pályát, addig a tájékozódási túraversenyen előre megadott menetidő alatt kell a pályát teljesíteni, és a menetidőtől történő eltérést (késést és sietést egyaránt) büntetőpontokkal honorálják. A csapatnak (versenyzőnek) a megjelölt ellenőrzőpontokat kell – meghatározott sorrendben – megkeresni a megadott idő alatt, és célba érni. Az ellenőrzőpontokon úgynevezett "tévesztőbóják" is előfordulhatnak, melyek a tájékozódási készség pontosabb mérésére szolgálnak, hiszen ezen pontok közül kell eldönteni, hogy melyik a helyes bója és melyik a tévesztő. A pontok között az útvonalat a versenyző szabadon választja meg, csak a pontérintési sorrend az előre meghatározott. A pontok érintését versenyzőkartonon kell igazolni az ellenőrző ponton található eszköz segítségével. Az ellenőrzőpontokon könnyebb, illetve nehezebb tájékozódási feladatok (távolságmérés, iránymérés, irányfésű, itiner, poligon, menetidőszámítás stb.) is adhatóak kategóriától függően, ezeket a menetutasítás határozza meg. A pályán a versenyző számára előre meg nem határozott pontokon időmérő állomás található.

## Külső hivatkozások
- Tájékozódási túraversenyek
- Horváth T. Csaba: Tájak, bóják, versenyek, 2010, Kiadó: Demeter Dél-Mezőföld Természetbarát Egyesület